# Giulio Ciotti
 (Rimini, 5 ottobre 1976) è un ex altista e allenatore di atletica leggera italiano, medaglia d'argento ai Giochi del Mediterraneo nel 2001. È il fratello gemello di Nicola Ciotti, anche lui saltatore in alto.
Attuale allenatore di Gianmarco Tamberi

## Carriera
Giulio Ciotti oltre alle due medaglie conquistate per l'Italia in manifestazioni internazionali, vanta anche 6 titoli di campione italiano assoluto (3 outdoor 2001/2002/2006 e 3 indoor 1999/2001/2010).

### Allenatore
Dal 2023 è allenatore di Gianmarco Tamberi

## Prestazioni
Il suo primato è di 2,31 m, misura superata una prima volta nel 2006 a Viersen e uguagliata nel 2009 a Formia. Realizzando tale misura si è posizionato al 3º posto assoluto nelle liste italiane di sempre della specialità. Anche indoor vanta un 2,31 (del 2006) che all'epoca fu la seconda miglior prestazione italiana di tutti i tempi al coperto.

## Palmarès
| Anno | Manifestazione          | Sede              | Evento        | Risultato | Prestazione | Note |
| ---- | ----------------------- | ----------------- | ------------- | --------- | ----------- | ---- |
| 1995 | Europei Juniores        | Nyiregyhaza       | Salto in alto | 11º       | ?           |      |
| 2001 | Giochi del Mediterraneo | Tunisi            | Salto in alto | Argento   | 2,19 m      |      |
| 2002 | Europei                 | Monaco di Baviera | Salto in alto | 5º        | 2,24 m      |      |
| 2002 | Coppa Europa            | Annecy            | Salto in alto | 6º        | ?           |      |
| 2006 | Mondiali indoor         | Mosca             | Salto in alto | 7º        | ?           |      |
| 2006 | Europei                 | Gotemburgo        | Salto in alto | 10º       | 2,27 m      |      |
| 2006 | Coppa Europa            | Berlino           | Salto in alto | Argento   | 2,29 m      |      |
| 2009 | Giochi del Mediterraneo | Pescara           | Salto in alto | 5º        | 2,24 m      |      |
| 2009 | Mondiali                | Berlino           | Salto in alto | 11º       | 2,23 m      |      |
| 2010 | Europei a squadre       | Bergen            | Salto in alto | 5º        | 2,22 m      |      |
| 2010 | Europei a squadre       | Bergen            | Squadre       | 7º        | 283,5 p.    |      |

Coppa Europa
- Argento a Malaga 2006, con 2,29 m

Campionati italiani assoluti
- Oro nel 2001, con 2,25 m (outdoor)
- Oro nel 2002, con 2,28 m (outdoor)
- Oro nel 2006, con 2,25 m (outdoor)
- Oro nel 1999, con 2,24 m (indoor)
- Oro nel 2001, con 2,24 m (indoor)